# 百岡古宵
百岡 古宵（ももおか こよい、2001年4月30日 - ）は、日本の女性タレント。女性アイドルグループ、B♭、Bee☆F.L.T、アイドルネッサンス、開歌-かいか-の元メンバー。岩手県出身。

## 略歴
ステップワンに所属、2011年から2012年までB♭として活動。
2014年、アイドルネッサンス結成メンバーに選ばれ、2018年2月の解散まで活動。
2019年4月20日、T-Palette Recordsとジ・ズー（Flying Penguin Records）の共同プロデュースによる「開歌-かいか-」に所属することを発表。同年5月4日、AKIBAカルチャーズ劇場でお披露目ライブを行った。
2020年4月、大学進学のため上京。
2021年5月。開歌及びアイドルを卒業（当初5月4日の予定であったが、コロナ禍で4日のライブ特典会の時間が取れず、翌5日の特典会をもって卒業となり、翌6日に本人のツイッター名義から開歌の文字を外した）。以後は単独で活動。

## 出演

### テレビドラマ
- 岩手復興ドラマ 日本一ちいさな本屋（岩手めんこいテレビ、2017年3月20日/BSフジ、2017年3月25日）

### ラジオ
- 冨田奈央子のアフタースクールらじお（IBC岩手放送、2015年10月9日 - 2016年3月25日）※「ゆめかな部」部長
- 松原友希のアフタースクールらじお（IBC岩手放送、2016年4月5日 - ）※「ゆめかな部」部長→副会長
  - ゆき&こよいのアフらじ予習タイム（IBC岩手放送、2018年10月5日 - 2020年3月27日）
- スベル兄弟（東北放送、2017年4月24日 - 2018年3月26日）